# Кршкани (округ Левіце)
Кршкани (словац. Krškany) — село, громада округу Левіце, Нітранський край. Кадастрова площа громади — 17.03 км².
Населення 778 осіб (станом на 31 грудня 2018 року).

## Історія
Кршкани згадуються 1242 року.

## Населення
| Рік:            | 1994. | 2004.   | 2014.   | 2024.    |
| --------------- | ----- | ------- | ------- | -------- |
| Кількість осіб: | 769   | 730     | 749     | 830      |
| Різниця:        |       | -5,07 % | +2,60 % | +10,81 % |

| Рік:            | 2023. | 2024.   |
| --------------- | ----- | ------- |
| Кількість осіб: | 815   | 830     |
| Різниця:        |       | +1,84 % |